# 胡安·奥兰多·埃尔南德斯
胡安·奥兰多·埃尔南德斯·阿尔瓦拉多（西班牙語：Juan Orlando Hernández Alvarado；西班牙語發音：[xwan oɾˈlando eɾˈnandes alβaˈɾaðo]，通常简写为JOH；1968年10月28日—），洪都拉斯政治家和商人，2013年洪都拉斯总统选举中获胜，2014年1月27日在首都特古西加尔巴的国家体育场正式宣誓就职。他是保守派政党国民党成员，此前曾在2010年至2013年担任国民议会议长。

## 生平
埃尔南德斯出身职业律师，毕业于洪都拉斯国立自治大学法律系，1988年到1989年被选为学生会主席，后在纽约州立大学读完社会和法律科学研究生学业，获得公共管理硕士学位。他在他的家乡经营一个咖啡种植园，此外还涉及酒店、广播和电视产业。他是是洪都拉斯政坛上著名的“少壮派”政治家，自由党领袖拉斐尔·皮内达·庞塞（Rafael Pineda Ponce）把他描述为一个“cipote malcriado”（被宠坏的孩子）。
2001年，埃尔南德斯成为伦皮拉省国民党议员，2010年1月21日国民党在国会选举中获得多数席位，他在四天后被推为国民议会议长。
2012年，他与党内的里卡多·阿尔瓦雷斯竞争，试图成为2013年国民党的总统候选人，最后赢得2012年11月的党内选举。在2013年5月3日的一项民意调查中，预计他获得18%的选票。2013年7月他开始总统竞选宣传，在11月24日的总统选举中，他以36.89％的得票率当选，其总统任期至2018年1月27日。其主要竞选对手、自由和重建党（LIBRE）候选人希奥玛拉·卡斯特罗以28.79％的得票率落败，但她不承认败选，执意要求选举委员会重审计票结果。埃尔南德斯在2014年1月27日发表就职演讲时说，他将全力履行竞选时提出的执政纲领和目标，加强与美国、墨西哥等周边国家的区域合作，继续借助军警的力量改善日益恶化的社会治安，提升政府工作效率，刺激国家经济发展、提高就业率，降低贫困人口比例，改善国家负债局面。哥伦比亚总统桑托斯，巴拿马总统马蒂内利，哥斯达黎加总统钦奇利亚及56个国家和国际组织代表团出席了埃尔南德斯的就职仪式。当天数百名反对党自由和重建党的支持者涌上首都街头举行抗议示威，抨击埃尔南德斯的执政理念。示威活动在平静中进行，尚未造成混乱局面。
2017年宏都拉斯大選，在經過近一個月的開票和等待中，12月17日，最高選舉法庭宣布耶南德茲以42.95%險勝反獨裁反對派聯盟的薩爾瓦多·納斯拉亞的41.42%得票率，連任成功。
2022年初任满两届而卸任洪都拉斯总统一职，2月因涉及古柯鹼至美國而被宏都拉斯政府逮捕，4月引渡至美國受審。2024年3月8月，遭紐約曼哈頓地方法院宣判罪名（陰謀販運毒品，武器販運和持有武器）成立，量刑待日後宣判，最重可被判處無期徒刑。

## 健康
在2019冠狀病毒病疫情期間，胡安·奥兰多·埃尔南德斯於2020年6月17日宣稱自己與第一夫人安娜·加西亚·卡里亚斯均已染上2019冠狀病毒病。

## 涉犯販毒案─遭逮與引渡
2019年5月底，美国检察官公布了一些2015年的文件，这些文件显示，埃尔南德斯本人与他的妹妹希尔达·埃尔南德斯及其他人是重大贩毒和洗钱调查的对象。
根据美国地方法院提交的文件，埃尔南德斯已被确定为他弟弟托尼·埃尔南德斯的贩毒和洗钱案件的同谋。托尼于2019年10月18日在美国被捕，2021年因贩卖毒品罪而被美国法院判处终身监禁。检察官称，埃尔南德斯于2013年利用150万美元的毒品收益来助选。埃尔南德斯回应称，自己是毒贩的敌人，因此遭到毒贩的报复。
2022年，就在埃尔南德斯卸任洪都拉斯总统一职后不久，美国政府指控他犯有3项与贩毒有关的罪行。2月7日，美国国务院以参与腐败及毒品交易为由吊销了他的签证。2月14日，美国驻洪都拉斯大使馆正式向洪都拉斯政府提出逮捕埃尔南德斯并将其引渡其至美国的要求。2月15日，埃尔南德斯在特古西加尔巴的家中被洪都拉斯安全部门逮捕。在被捕当日，埃尔南德斯第一次出庭，洪都拉斯最高法院安排埃德温·奥尔特斯（Edwin Ortez）负责引渡案件。3月16日第二次开庭时，奥尔特斯批准了引渡令。埃尔南德斯对奥尔特斯的裁决提出上诉，但于3月28日被最高法院驳回，最高法院授权将他引渡到美国。
4月21日，埃尔南德斯被引渡到美国，美国纽约南区联邦地区法院公布了起诉书，指控其共谋向美国输入可卡因及枪支。美国方面还指控他自2004年以来接受来自毒贩的数百万美元贿赂。埃尔南德斯在其社交媒体发布视频，声明自己遭到了毒贩的陷害。5月10日，埃尔南德斯对所有指控拒不认罪，并对其拘留环境表示不满。
2024年3月8日，埃尔南德斯被美国纽约联邦法院的陪审团认定犯有贩毒罪。2024年6月27日，埃爾南德斯判監45年，並罰款八百萬美元。

## 荣获勋章
- 采玉大勳章（中華民國，2016年10月3日[29][30]）